# Mnongodi
Mnongodi ist ein Verwaltungsbezirk (Ward) des Distrikts Nanyamba Town Council in der tansanischen Region Mtwara.

## Geografie
Mnongodi liegt im Südosten von Tansania an der Grenze zu Mosambik. Der Bezirk grenzt im Norden an Namtumbuka und Kiyanga, im Osten an Kiromba, im Süden an Mosambik und im Westen an Michenjele. Bei der Volkszählung 2022 lebten 5478 Menschen in 1610 Haushalten auf einer Fläche von 92 Quadratkilometern.

## Gliederung
Der Bezirk besteht aus vier Gemeinden (Mtaa) mit 13 Orten (Kitongoji):
| Mnongodi - Zahanati - Sokoni - Ruvuma | Kilimahewa - Kilimahewa - Bondeni - Ruvuma - Mdenga | Mnongodi Magharibi - Shuleni - Pwani - Gharani | Kiwengulo - Pwani - Kiwengulo Mjini - Shuleni |

## Gesundheit
Im Bezirk liegen zwei staatliche Apotheken, eine in der Gemeinde Mnongodi und eine in Kiwengulo.